# Agrotis obsolescens
Agrotis obsolescens är en fjärilsart som beskrevs av Embrik Strand 1916. Agrotis obsolescens ingår i släktet Agrotis och familjen nattflyn. Inga underarter finns listade i Catalogue of Life.